# Tylertown, Mississippi
Tylertown là một thành phố thuộc quận Walthall, tiểu bang Mississippi, Hoa Kỳ. Năm 2010, dân số của thành phố này là 1 609 người.

## Dân số
- Dân số năm 2000: 1 952 người.
- Dân số năm 2010: 1 609 người.